# .ss
.ss je internetová národní doména nejvyššího řádu pro Jižní Súdán. Doména byla zaregistrována 31. srpna 2011. Zkušební provoz byl zahájen 1. ledna 2020, běžný pak od 1. září 2020.